# Kanton Orpierre
Orpierre is een voormalig kanton van het Franse departement Hautes-Alpes. Het kanton maakte deel uit van het arrondissement Gap tot het op 22 maart 2015 werd opgeheven en de gemeenten werden opgenomen in het kanton Serres.

## Gemeenten
Het kanton Orpierre omvatte de volgende gemeenten:
- Étoile-Saint-Cyrice
- Lagrand
- Nossage-et-Bénévent
- Orpierre (hoofdplaats)
- Sainte-Colombe
- Saléon
- Trescléoux